# Eilicrinia cordiaria
Eilicrinia cordiaria is een vlinder uit de familie spanners (Geometridae). De wetenschappelijke naam is voor het eerst geldig gepubliceerd in 1790 door Hübner.
De soort komt voor in Europa.